# 아트리아

아트리아(Atria)는 남쪽삼각형자리에 있는 별이다. 바이어 명명법으로는 남쪽삼각형자리 알파로 읽는다. 이 별의 이름 아트리아는 바이어식 표기를 축약하여 만들어 낸 신조어이다.(Alpha Trianguli Australis)
아트리아는 오렌지색 거성으로 분광형은 K2IIb ~ IIa이다. 겉보기 등급은 +1.91이며 지구에서 약 415광년 떨어져 있다. 확정된 결과는 아니지만 측정 자료에 의하면 아트리아는 쌍성계이다.